# 凱羅俯海鯰
凱羅俯海鯰為輻鰭魚綱鯰形目海鯰科的其中一種，分布於中美洲墨西哥及瓜地馬拉的淡水、半鹹水水域，體長可達21.4公分，棲息在溪流、河口區，屬肉食性，生活習性不明。

## 擴展閱讀
維基物種上的相關：凱羅俯海鯰